# Bir Shamsher Jang Bahadur Rana
Bir Shamsher Jang Bahadur Rana (वीर समसेर जङ्गबहादुर राणा - Vīra Samasera Jaṅgabahādura Rāṇā; Katmandu, 10 dicembre 1852 – Katmandu, 5 marzo 1901) è stato un politico nepalese, Maharaja di Lambjang e Kaski, generale e Primo ministro del Nepal dal 1885 al 1901.
Apparteneva alla potente famiglia Rana, che ha tenuto le redini del governo nepalese dal 1846 al 1951.